# HD 206043
HD 206043，又名BD+19 4754，SAO 89871、HR 8276，是一颗恒星，视星等为5.85，位于銀經73.31，銀緯-23.55，其B1900.0坐标为赤經21h 34m 21.4s，赤緯+19° -23.55′ 50″。